# Lac Cachuma
Le lac Cachuma est un réservoir situé dans la vallée de Santa Ynez, dans le centre du Comté de Santa Barbara en Californie, sur la rivière Santa Ynez, jouxtant le côté nord de la California State Route 154. Le lac artificiel a été créé par la construction du Barrage de Bradbury, structure en remblai de terre de 61 m construite par le US Bureau of Reclamation en 1953. Sa superficie couvre 1300 ha, avec une capacité nominale maximale de 253 000 000 m3, mais il est actuellement limité à 232 000 000 m3 en raison de l'accumulation de sédiments. Au 23 mai 2019, il était à 80,8% de sa capacité .

## Histoire
Construit par le Bureau of Reclamation en 1953, le nom "Cachuma" vient d'un village Chumash que les Espagnols épelaient "Aquitsumu", du mot Barbareno Chumash aqitsu'm, signifiant "signe".
Les activités telles que natation, pataugeoire ou le ski nautique dans le lac Cachuma ont été restreintes depuis l'ouverture du parc dans les années 1950, en raison du fait que le lac était un réservoir dont les gens dépendent pour l'eau potable. En mai 2011, le règlement sur l'interdiction de contact corporel (body contact) a été révisé pour autoriser sur le lac les embarcations de loisir à propulsion humaine comme les kayaks et les canoës , ainsi que permettre aux chiens de monter sur les bateaux et éliminer le « contact corporel accidentel » avec l'eau comme infraction punissable.

### Niveaux d'eau
Les niveaux d'eau du lac sont très variables, se déversant certaines années et reculant à moins de 10% de sa capacité les années sèches. Les conditions de sécheresse peuvent entraîner une pénurie d'eau, comme pour la sécheresse de 2011-17.
En octobre 2016, le lac a approché des niveaux bas jamais vus depuis la construction du barrage Bradbury. Le niveau du lac a atteint un minimum de 197.03 m le 14 octobre, plus de 32 m sous l'élévation du déversoir. À cette époque, le volume de stockage n'était que de 17 339 000 m3 , soit environ 7,3% de sa capacité.
En janvier et février 2017, une série de pluies fréquentes a considérablement augmenté le niveau de l'eau. Un jour, le 17 février 2017, le lac a augmenté de 25 pieds pendant la seule tempête, suivi de nouvelles augmentations dues au ruissellement des tempêtes. À la fin de février 2017, le lac était devenu rempli à 44,5%, avec un volume total de 85979 acres pieds. Le niveau d'eau du lac a de nouveau baissé au cours de l'année hydrique 2017-2018, le lac reculant à moins du tiers de sa capacité. Cependant, le 28 mars 2019, des précipitations supérieures à la normale avaient rétabli le lac Cachuma à 78,0% de sa capacité ,.
Malgré des mois de janvier et février 2020 anormalement secs, des mois de mars et avril humides ont porté le lac à 77% de sa capacité au 7 avril 2020, avec des réservoirs en amont se déversant .

## Loisirs
Les parcs du comté de Santa Barbara proposent des locations de cabanes et de yourtes, ainsi que des camping-cars, des tentes et du camping de groupe. L'essence et l'épicerie sont disponibles au magasin général. Il y a une installation complète de location de bateaux et de kayaks avec un magasin d'appâts et d'attirail où des permis de pêche peuvent être achetés. Le lac est ensemencé de truites arc-en-ciel tout au long de la saison hivernale et la pêche est ouverte toute l'année depuis le rivage ou en bateau. Il y a cinq miles de sentiers de randonnée dans le parc et des sentiers de la forêt nationale de Los Padres à proximité.
Un grand camping sur la rive sud du lac Cachuma est administré par la division du parc du comté de Santa Barbara du Community Services Department.
L'équipe d'aviron de l'Université de Californie à Santa Barbara s'entraîne et court régulièrement au lac Cachuma et y érige un hangar à bateaux permanent juste avant l'année scolaire 1982-1983. Le lac est également une destination populaire pour observer les pygargues à tête blanche à partir de bateaux d'excursion saisonniers.
Solvang, Californie est à environ 16.9 km à l'ouest du lac Cachuma. La ville de Santa Ynez, en Californie, est à environ 11.67 km à l'ouest du barrage de Bradbury.

## Activités et programmes d'histoire naturelle
Les parcs du comté de Santa Barbara offrent une variété de programmes naturels, y compris des croisières sur les lacs de la faune, des promenades dans la nature, des programmes de gardes juniors, des programmes de feu de camp les week-ends d'été et un événement animalier axé sur la famille à l'automne. Des excursions éducatives sur l'environnement dans les écoles et les groupes communautaires sont disponibles toute l'année.

Situé à Santa Barbara, le Neal Taylor Nature Center, anciennement le Cachuma Lake Nature Center, présente des expositions et des expositions pratiques sur l'histoire culturelle et naturelle de la région, y compris les plantes, les animaux, les oiseaux et la géologie locaux. Le centre de nature est ouvert toute l'année et l'entrée est gratuite. Le centre propose des ateliers et des conférences pour les jeunes et les adultes, ainsi que des programmes d'éducation à la nature pour les écoles et les jeunes en partenariat avec les programmes d'histoire naturelle des parcs du comté de Santa Barbara.

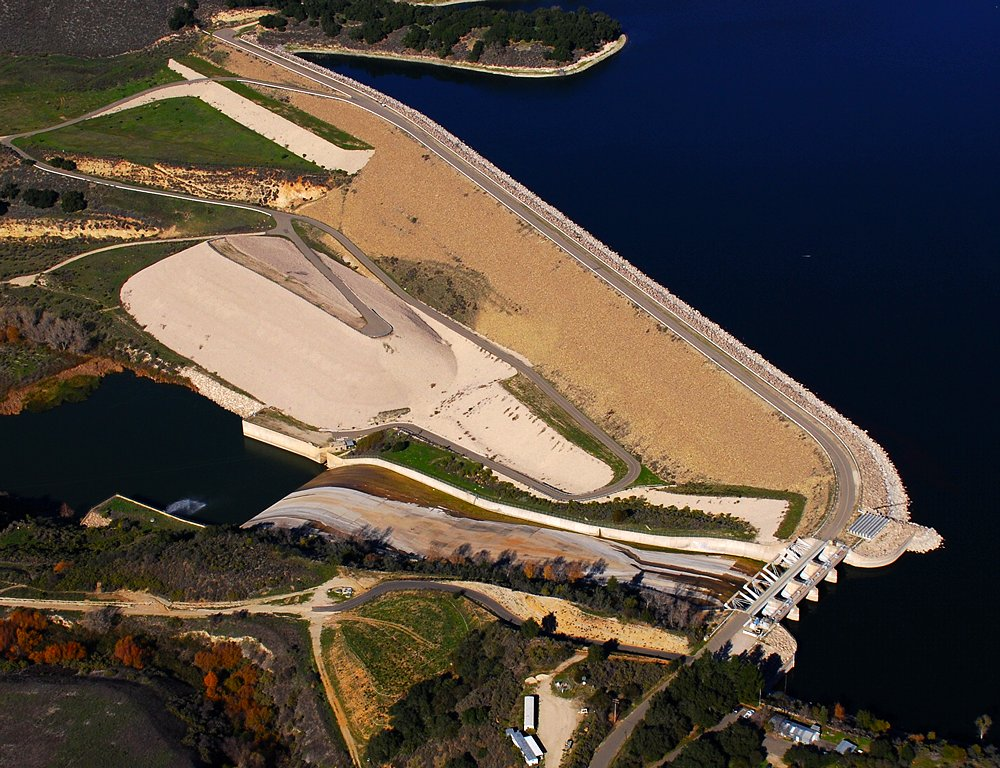
Barrage de Bradbury
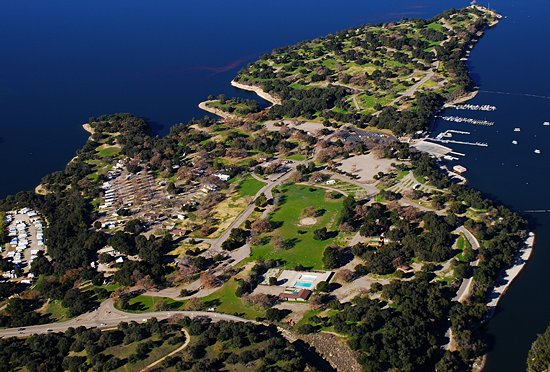
Site de camp
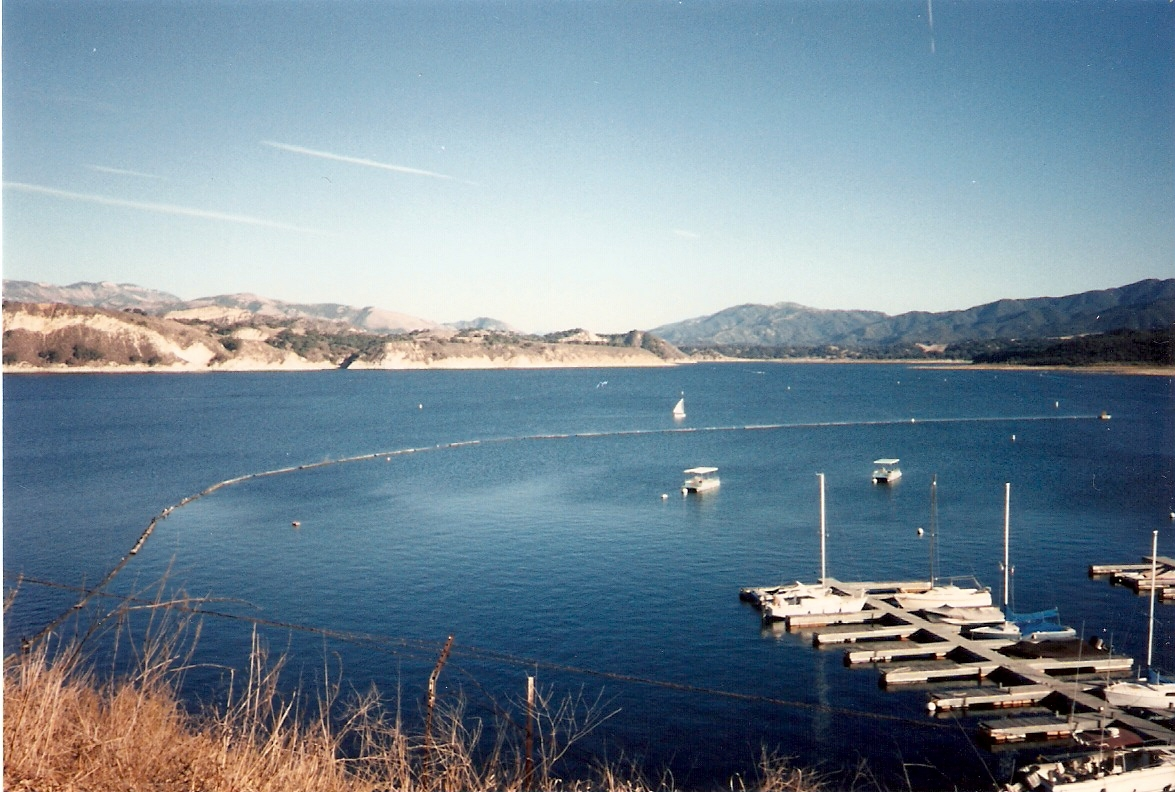
Quai et bateaux